# Meteotsunami
En meteotsunami (meteorologisk tsunami) er en lokal tsunami-lignende fænomen, dannet af meteorologiske processer og af ikke-seismologisk karakter.
En meteorologisk tsunami opstår, når lokale lavtryk eller gustfronter mest i forbindelse med tordenvejr bevæger sig mod kysten. Disse ændringer i lufttrykket forstærker havstrømmene og resulterer i occilerende vandstandsændringer. Vandet trækkes først ud og vender så tilbage som en kæmpebølge. Dette fænomen optræder mest om sommeren. Det skønnes at de største meteorologiske tsunamier kan blive op mod et par meter høje, selvom de forekommer meget sjældent. På friserøen Sild var der lokale meteotsunamier den 14. juni 1964 og den 18. juni 2002. Der berettes også om en pludselig optrædende bølge ved den jyske vestkyst i forbindelse med tordenvejr midt i Nordsøen den 21. juli 1998 . Faren ved meteorologiske tsunamier består i, at de (i modsætning til stormfloder) ikke kan forudsiges.
Denne type af meteorologisk dannede bølger er kendt i flere lande. I Tyskland kendes den under navnet Seebär (Søbjørne). I Catalonien kendes den som rissaga, i Italien som marrobbio, på Malta som milghuba og i Japan som Abiki. 